# Krucyfiks Gerona

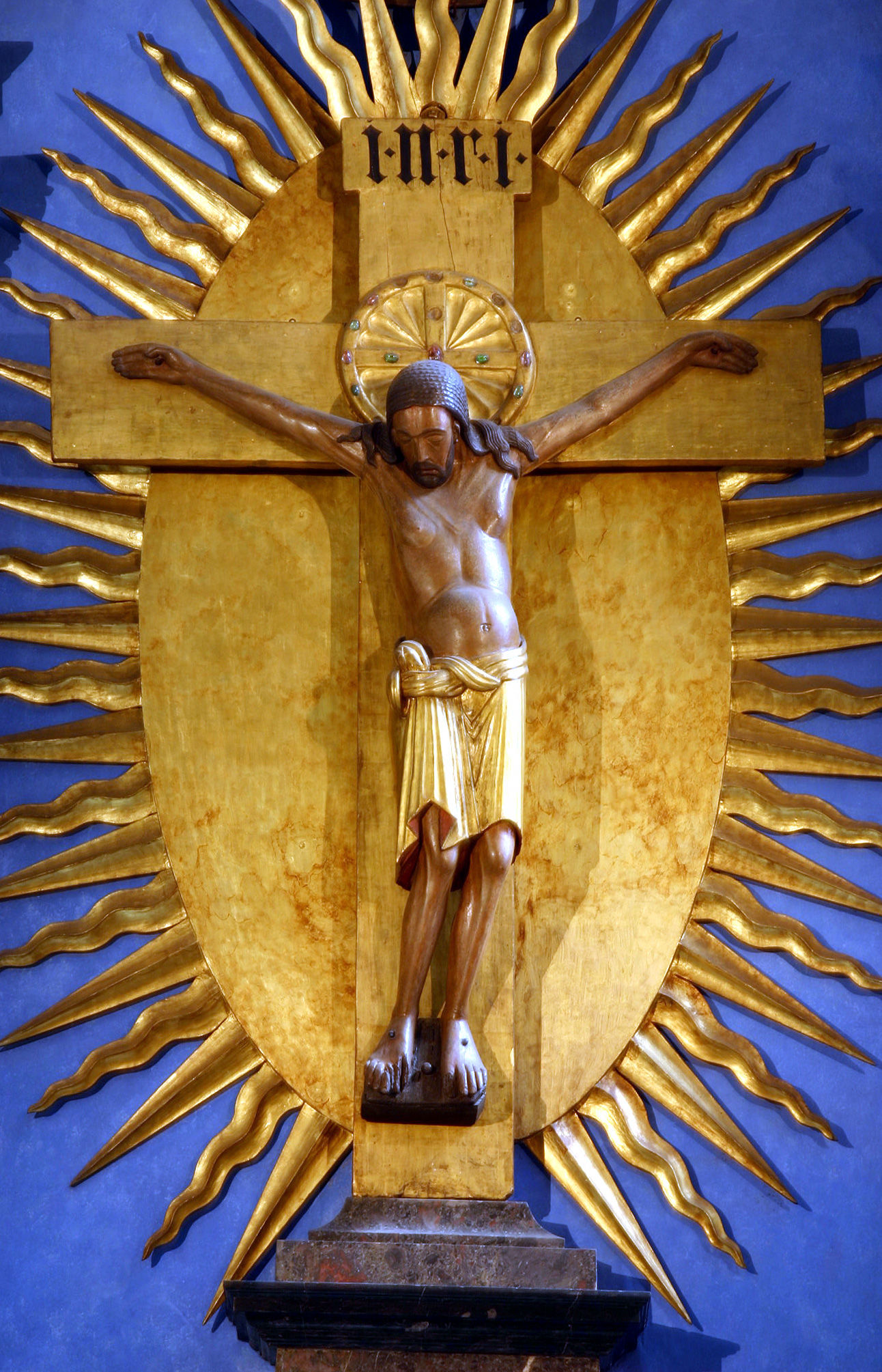
Krucyfiks Gerona ok. 975

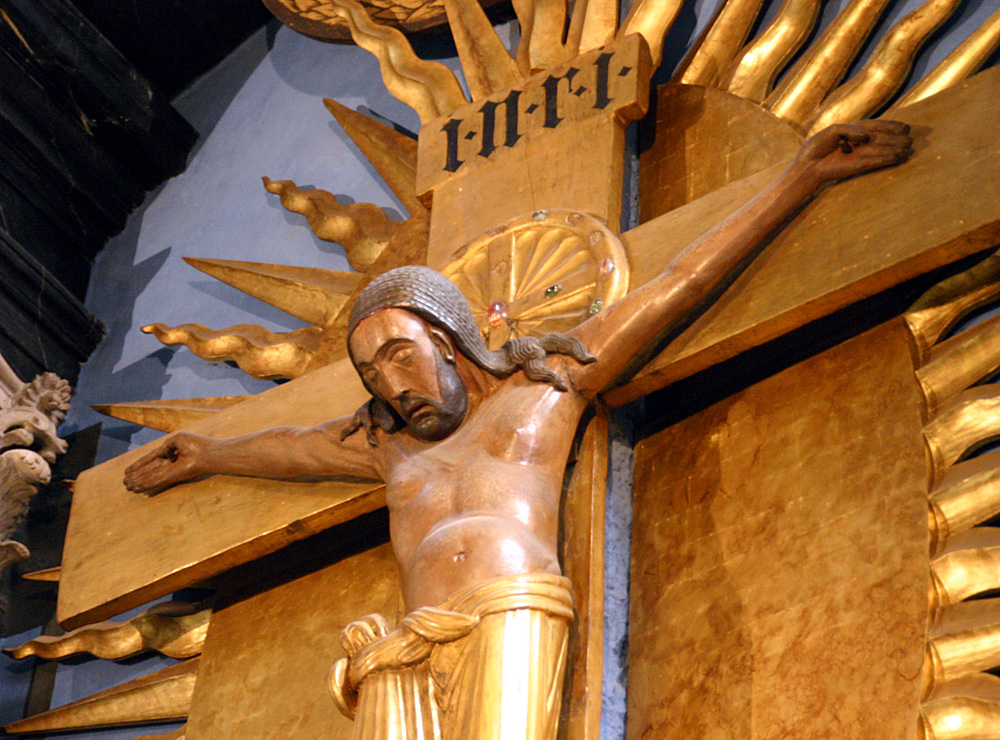
Krucyfiks Gerona, fragment

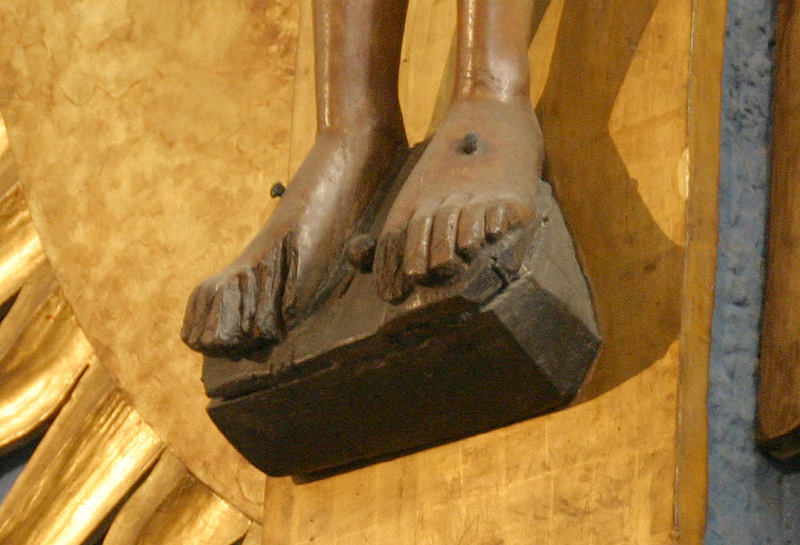
Krucyfiks Gerona, fragment

Krucyfiks Gerona – rzeźba z X wieku, znajdująca się w katedrze w Kolonii, stanowiąca najstarszy zachowany monumentalny krucyfiks zachodniorzymski. 

## Historia
Monumentalny drewniany krucyfiks został ufundowany przez arcybiskupa kolońskiego Gerona (969-976). Pierwotnie znajdował się nad grobowcem fundatora. Około roku 1270, tuż po wzniesieniu w stylu gotyckim wschodniej części katedry (prezbiterium, ambitu oraz wieńca kaplic), został umieszczony nad ołtarzem w kaplicy Św. Szczepana. W 1310 r. został z powrotem przeniesiony do kaplicy Krzyża Świętego, gdzie znajduje się do dziś. Promienista aureola stanowiąca tło krucyfiksu jest fundacją kanonika katedralnego Heinricha Meringa.

## Wygląd
Krucyfiks to naturalnej wielkości rzeźba wykonana z drewna dębowego. Figura Chrystusa jest wysoka na 1,87 m (od stóp do głowy), rozpiętość jej ramion wynosi 1,66 m. Autentyczny również jest drewniany krzyż, o wymiarach 2,88 m (wysokość) oraz 1,98 (szerokość). Figurę cechuje miękkie poruszenie ciała oraz silny dynamizm, co podkreśla nie tylko poza Chrystusa, ale również opuszczona głowa oraz lekko opadające w dół dłonie. Jest to przykład rzeźby kultowej z okresu wczesnoottońskiego, kiedy rzeźba ołtarzowa ograniczała się jeszcze do pojedynczych figur, umieszczanych nad mensą ołtarzową. Tradycja ta była powszechna na terenie Nadrenii w złotnictwie, czego przykładami są m.in. Krzyż Lotara II (obecnie w skarbcu katedralnym w Akwizgranie) czy tzw. Złota Madonna z Essen. Krucyfiks Gerona dał początek serii rzeźbionych krucyfiksów w XI i XII w. (np. rzeźby z Elspe, Minden czy Benninghausen k. Lippstadt).